# Jelle Donders
Pour les articles homonymes, voir Donders.
Jelle Donders, né le 18 juin 1993 à Bornem, est un coureur cycliste belge.

## Biographie
Troisième du championnat de Belgique sur route espoirs en 2014, Jelle Donders intègre l'effectif de l'équipe continentale Colba-Superano Ham l'année suivante. Après une saison passée au sein de cette formation, il rejoint l'équipe Superano Ham-Isorex en 2016. Il se distingue notamment au mois de septembre, en prenant la troisième place de la Flèche côtière.
Il est recruté par la formation luxembourgeoise Differdange-Losch pour la saison 2017. Pour cette première expérience à l'étranger, il obtient diverses places d'honneur sur le circuit UCI : 2e d'une étape sur le Tour de Hongrie, 3e du Grand Prix Criquielion, 4e d'étape sur la Ronde de l'Oise, 5e d'étape sur le Tour du Loir-et-Cher, 8e du Grand Prix de la Somme et 9e d'une étape au Tour de Luxembourg. 

## Palmarès sur route
- 2014
  - 3e du championnat de Belgique sur route espoirs
- 2016
  - 3e de la Flèche côtière
- 2017
  - 3e du Grand Prix Criquielion

## Classements mondiaux
| Année           | 2015   | 2016 | 2017 | 2018 |
| --------------- | ------ | ---- | ---- | ---- |
| UCI Europe Tour | 1 125e | 876e | 608e | 560e |